# Krini Hernández
Krini Alejandra Hernández es una modelo mexicana. Ha aparecido en la portada de Vogue y Vogue México.

## Carrera
La guadalajarense fue descubierta en Facebook a los 14 años. Hernández debutó en la pasarela para Proenza Schouler, en exclusiva para la colección primavera-verano prêt-à-porter 2020. Había comenzado su carrera de modelo para catálogos de moda. Su agencia madre es Wanted & Bang en la Ciudad de México y firmó con las agencias internacionales Elite Model Management (en todo el mundo), The Society Management (Nueva York) y Chadwick Models en Sídney.
Hernández ha trabajado para Chanel, Balmain, Roberto Cavalli, Prada, Stella McCartney, Lanvin, Jason Wu, Dior, Bottega Veneta, Valentino y otros. Vogue la eligió como una de las top 15 de pasarelas para las semanas de moda 2020.